# Waldemar Fornalik
Waldemar Fornalik (* 11. April 1963 in Myślenice) ist ein polnischer Fußballtrainer.

## Spielerkarriere
Fornalik begann seine Karriere 1982 bei Ruch Chorzów, mit dem er 1989 polnischer Meister wurde und bei dem er im Jahr 1994 seine Karriere beendete. In 233 Ligaspielen hatte der Abwehrspieler insgesamt 4 Tore erzielt.

## Trainerkarriere
Im Anschluss an seine Spielerkarriere wurde er Trainer. In der Spielzeit 2018/19 führte er den oberschlesischen Klub Piast Gliwice zum ersten Meistertitel der Vereinsgeschichte. Seine größten Erfolge bis dahin hatte er mit Ruch Chorzów erreicht, nämlich den dritten Platz in der Ekstraklasa in der Saison 2009/2010, die polnische Vizemeisterschaft in der Saison 2011/2012 und zwei Finalteilnahmen im Polnischen Fußballpokal in den Jahren 2009 und 2012.
Weniger erfolgreich verlief sein Engagement als Trainer der polnischen Nationalmannschaft. Nachdem er diese Tätigkeit am 10. Juli 2012 aufgenommen hatte, wurde er nach etwas mehr als einem Jahr und der verpassten Qualifikation für die Fußball-Weltmeisterschaft 2014 am 16. Oktober 2013 von seinen Aufgaben entbunden. Nach Beendigung dieser Tätigkeit kehrte Fornalik zu seinem früheren Klub Ruch Chorzów zurück, ehe er zur Saison 2017/18 die Mannschaft von Piast Gliwice übernahm.

## Wissenswertes
Sein zehn Jahre jüngerer Bruder Tomasz Fornalik war ebenfalls Profifußballer und spielte unter anderem für Ruch Chorzów und Ruch Radzionków in der polnischen Ekstraklasa. Nach der Ernennung von Waldemar Fornalik zum polnischen Nationaltrainer übernahm er dessen Trainerposten bei Ruch Chorzów.